# Старые Кисели
 Старые Кисели — деревня в Кировской области. Входит в состав муниципального образования «Город Киров»

## География
Расположена на расстоянии примерно 1.5 км на юг от пассажирского терминала аэропорта Победилово.

## История
Известна с 1763 года как починок вновь росчисной оброчной у речки Бахтинки с 5 жителями, в 1802 году (деревня «Вновь росчисная у реки Бахтинки») 4 двора. В 1873 году здесь (деревня У речки Бахтинки или Кисели) дворов 4 и жителей 41, в 1905 (Вновь у речки Бахтинки или Киселевской) 12 и 63, в 1926 (Кисели или Вновь у речки Бахтинки) 15 и 64, в 1950 (Кисели) 15 и 74, в 1989 2 жителя. Настоящее название утвердилось с 2020 года. Административно подчиняется Ленинскому району города Киров.

## Население
Постоянное население составляло 1 человек (русские 100%) в 2002 году, 2 в 2010.